# Fernando Soto Henríquez
Fernando Soto Henríquez (* 24. Juni 1939 in Tegucigalpa, Honduras; † 25. Juni 2006 ebenda) war ein honduranischer Jagdflieger während des Fußballkriegs zwischen Honduras und El Salvador (1969).
Henríquez ging mit seiner Chance Vought F4U als Sieger aus mehreren Luftkämpfen hervor und erzielte drei Abschüsse. Die Luftkämpfe im Fußballkrieg waren die letzten, die mit Propellermaschinen ausgetragen wurden. Nach dem Krieg wurde er zum Nationalhelden, dieser Titel wurde ihm offiziell am 13. Oktober 2003 vom Honduranischen Nationalkongress verliehen.